# أمقران وليكان
أمقران وليكان لاعب ومدرب كرة قدم جزائري ولد في 6 أبريل 1933 ببن عكنون (الجزائر العاصمة) وتوفي بها في 22 يونيو 2010.
عرف عندما بدأ اللعب مع أولمبيك نيم الذي كان ثلاث مرات وصيف بطل الدرجة الأولى كما وصل مرة إلى نهائي الكأس. في سنة 1960 التحق بفريق جبهة التحرير الوطني لكرة القدم ليساهم بطريقته رفقة زملائه اللاعبين الجزائريين في كفاحه من أجل استقلال الجزائر عن الاحتلال الفرنسي.
بعد استقلال الجزائر سنة 1962، شارك مع منتخب الجزائر لكرة القدم في خمس مباريات ليتحول لاحقا إلى التدريب.
تألق كمدرب مع فريق DNC الجزائر الهاوي واستطاع انتزاع كأس الجزائر في موسم 1981-1982 وتأهل معه إلى الدرجة الأولى من البطولة الجزائرية في سنة 1985.

## المسيرة لكروية
النوادي التي لعب لها وليكان.

### اللاعب
- 1945-1950 : الرجاء الرياضي لبن عكنون ES Ben Aknoun (أواسط)
- 1950-1951 : مولودية الجزائر (أواسط)
- 1951-1952 : مولودية الجزائر
- 1952-1953 : تعاونية حسين داي (Corporative Hussein-Dey)
- 1953-1954 : FSGT Seine-Saint-Denis
- 1954-1955 : Tours FC
- 1955-1956 : LB Châteauroux
- 1956-1957 : FC Chartres
- 1957-1960 : أولمبيك نيم
- 1962-1963 : مولودية الجزائر
- 1963-1969 : اتحاد الجزائر

### المدرب
- 1967-1969 : اتحاد الجزائر
- 1969-1970 : الرجاء الرياضي لبن عكنون ES Ben Aknoun
- 1970-1971 : اتحاد رياضي لعمال مستشفيات مدينة الجزائر (USH Alger)
- 1971-1977 : الشبيبة الرياضية للأبيار JS El-Biar
- 1977-1990 : DNC الجزائر
- 1989-1990 (أحسن موسم) : مولودية الجزائر
- 1992-1993 : منتخب بوركينا فاسو لكرة القدم
- ((1954))-((1955)) : ((U.S.S.Pierre des Corps..Pas au F.C.TOURS)).

## الإنجازات
- بطل الجزائر مع اتحاد الجزائر سنة 1963
- ثلاث مرات وصيف بطل الدرجة الأولى مع أولمبيك نيم سنوات 1958 و1959 و1960.
- وصل مرة إلى نهائي الكأس مع أولمبيك نيم سنة 1958.
- فائز بكأس الجزائر مع فريق DNC مدينة الجزائر سنة 1982.
- 22 مباراة مع فريق جبهة التحرير الوطني لكرة القدم.
- 5 مباريات مع منتخب الجزائر لكرة القدم.

## وصلات خارجية
- أمقران وليكان على موقع قاعدة بيانات كرة القدم.إي يو (الإنجليزية)
- بطاقة عن اللاعب [وصلة مكسورة] من موقع sebbar.kazeo.com
- دا مقران على موقع aitbouhini.blog.ca